# 挪威王后王冠

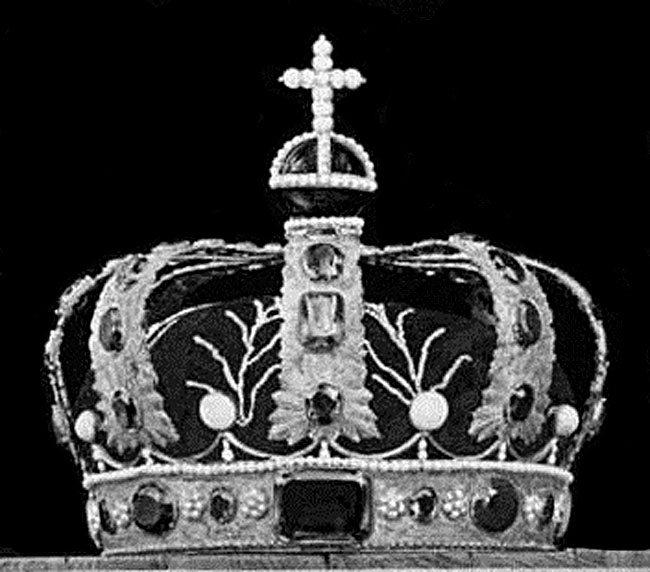
挪威王后的王冠。

挪威王后王冠是在1830年为了德茜蕾·克拉里的加冕而制作的。 但它的第一次使用是在1860年露易莎王后 (1828-1871)的加冕典礼上。
它是在斯德哥尔摩被制造的。制造者尚不清楚，可能是皇家珠宝匠马克·吉龙，还有人猜测可能是埃里克·伦德伯格，或者，也许结合了两者的工艺。王冠的设计可能是基于露易莎王后（1720-1782）的王冠。
它由镀金的银和黄金制成，装饰着许多五颜六色的宝石和珍珠，包括紫罗兰色（紫水晶）、黄色（石英和黄玉）和绿色（绿玉髓），重约530克。